# Ignazio Piussi
Ignazio Piussi (Pezzeit, 22 aprile 1935 – Gemona, 11 giugno 2008) è stato un alpinista italiano.

## Biografia
Nato nella povera Val Raccolana, ultimo di dieci figli, in una famiglia in cui diversi ascendenti avevano avuto esperienze alpinistiche di rilievo, seppure locali, come guide.
Inizia a lavorare da giovanissimo nella malga di famiglia. Dotato di un fisico naturalmente portato allo sport, pratica il salto dal trampolino e lo sci da fondo, discipline nelle quali gareggia ben presto a buon livello. Le sue prime esperienze alpinistiche avvengono ancora ragazzo, tra gli altri con Lorenzo Bulfon e i fratelli Perissutti. Già nel 1954-1955 apre con scarsissimi mezzi le prime vie sulle severe pareti nord del gruppo del Mangart, che contornano i laghi di Fusine, raggiungendo il sesto grado in arrampicata libera, il massimo per i tempi. A vent'anni compie la prima ripetizione della via Lacedelli alla Cima Scotoni, al tempo considerata la via più difficile delle Dolomiti.
Lavora per un periodo nelle miniere di Cave del Predil, attorno alle quali gravitava l'attività arrampicatoria della zona al tempo, e fa parte del soccorso alpino del Friuli Venezia Giulia dalla sua costituzione, nel 1954. In tale veste parteciperà a numerose operazioni di soccorso, spesso a favore di coloro che attraversavano clandestinamente il confine nella zona del Mangart per sfuggire al regime iugoslavo.
Nel 1956 compie la traversata invernale integrale della catena del Mangart, con Lorenzo Bulfon, Arnaldo Perissutti e Bruno Giacomuzzi. Nel 1958 la prima solitaria della nota "Deye-Peters" sulla Torre della Madre dei Camosci (gruppo del Jôf Fuart).
Malgrado gli impegni lavorativi e le scarse risorse economiche, riesce a compiere occasionali puntate nelle zone più conosciute delle Dolomiti, con delle prime ascensioni importanti nella storia alpinistica del periodo. Tra il 6 e il 10 settembre 1959 con Giorgio Redaelli apre in artificiale una direttissima sulla parete sud della Torre Trieste, in Civetta, che gli dà una certa notorietà. La via verrà liberata nel 2003 da Rolando Larcher con difficoltà di 7b su roccia marcia.
Alla fine dell agosto 1961 giunge secondo nell'assalto al Pilone Centrale del Freney, sul Bianco, seguito alla tragedia del Freney, in cui perirono i compagni di cordata di Bonatti. La cordata composta da lui e tre francesi, tra cui René Desmaison, viene infatti preceduta dagli anglo-polacchi guidati da Chris Bonington e Don Whillans. Aveva dovuto abortire un precedente tentativo a inizio mese, in coppia con Pierre Julien, causa il guastarsi del tempo.
Il 13 agosto 1962, con Sergio Bellini e Umberto Perissutti, apre l'impegnativa "via del Pilastro" sulla parete nord del Piccolo Mangart di Coritenza. Del resto è sulle montagne di casa che dimostrerà la sua forza come arrampicatore in "libera", mentre sulle Dolomiti si esprimerà perlopiù con durissime artificiali, lo stile in voga nel periodo.
Nel 1963, dal 28 febbraio al 7 marzo, compie un'invernale considerata tra le maggiori del periodo dell'alpinismo classico, conducendo sempre da capocordata la salita della storica Solleder-Lettenbauer alla Civetta (con Giorgio Redaelli, Toni Hiebeler e, in seguito, Roberto Sorgato, Marcello Bonafede, Natale Menegus).
I compagni di cordata più diversi, anche improvvisati, manifestarono la loro ammirazione per Piussi, come in occasione dei molteplici tentativi all'Eigerwand, frustrati dal maltempo. Messner, compagno al Lhotse nel 1975, affermò che era stato il più forte alpinista degli anni sessanta.
Negli anni successivi gli impegni lavorativi gli impediscono un'attività continuativa ad alti livelli. Si segnala comunque per due prime ascensioni in artificiale di sesto grado superiore (secondo la terminologia del periodo). Sulla parete nord-ovest del Civetta sale con Roberto Sorgato e Pierre Mazeaud dal 29 luglio al 2 agosto 1965 la Punta Tissi e, dal 15 al 18 agosto 1967, lo spigolo sudovest della Cima Su Alto (con Aldo Anghileri, Alziro Molin, Ernesto Panzeri).
Nel 1968-69 partecipa alla prima spedizione antartica organizzata dal CAI-CNR nella Terra della regina Victoria. In totale isolamento, assieme a Marcello Manzoni sale otto cime in ventun giorni, trascinandosi dietro il necessario a garantirsi l'autosufficienza su slitta.
Nel 1975 partecipa alla spedizione italiana alla parete sud del Lhotse, guidata da Riccardo Cassin, quindi si ritira dall'attività. Negli anni successivi ritorna a vivere nella sua casa natia a Piani e assume la gestione di Malga Cregnedul, presso Sella Nevea.
Poco conosciuto fuori dal Friuli, la sua storia viene ripresa da Nereo Zeper, regista della Rai, prima nel libro Ladri di montagne, quindi nella riduzione televisiva del 1999, Ladro di montagne - Ignazio Piussi: montanaro, alpinista, esploratore, premiato con la Genziana d'argento al Trento Filmfestival, che gli garantisce una certa notorietà. La sua attività alpinistica lo pone infatti tra i grandi del periodo 1950-1970, per qualità se non per quantità.